# فلازم (شركة)
فلازم (بالإنجليزية: Flazm)‏، واسمها الكامل فلازم انتراكتيف إنترتنمنت، هي شركة ليتوانية لإنتاج ألعاب الفيديو، تأسست في مدينة مغنيتاغورسك الروسية سنة 2010، في سنة 2014 أنتقلت إلى العاصمة الليتوانية فيلنيوس.

## أشهر الألعاب
لعبة ترين فالي من أشهر الألعاب الإلكترونية التي أنتجها فلازم.

## الموقع الخارجي
- الموقع الرسمي بالانكليزية